# كريستيان تومسون
كريستيان تومسون (بالإنجليزية: Christian Thompson)‏ (و. 1990  م) هو لاعب كرة قدم أمريكية، من الولايات المتحدة، ولد في ملبورن، فلوريدا، يلعب كمُؤمن ‏.

## التعليم
تعلم في جامعة أوبرن.

## روابط خارجية
- كريستيان تومسون على موقع مرجع كرة القدم المحترفة.كوم (الإنجليزية)